# Забастовка Гильдии сценаристов США (2023)
2 мая 2023 года Гильдия сценаристов США (WGA), представляющая более 11 500 сценаристов, объявила забастовку в связи с продолжающимся трудовым конфликтом с Альянсом продюсеров кино и телевидения (AMPTP), и после серии переговоров забастовка была окончена 27 сентября 2023 года в 12:01 по тихоокеанскому времени. Это самый длительный перерыв в американском кино- и телепроизводстве со времён пандемии COVID-19 в 2020 году, а также второй по продолжительности перерыв в работе WGA после забастовки 1988 года, продолжавшейся 153 дня. Наряду с забастовкой SAG-AFTRA в 2023 году она стала частью целого ряда более широких трудовых споров в Голливуде. Забастовка завершилась официально соглашением. 99% членов WGA проголосовали за ратификацию соглашения MBA от 2023 года. Из 8 525 действительных голосов "за" проголосовали 8 435 человек, "против" — 90 (1%). Срок действия соглашения — с 25 сентября 2023 года по 1 мая 2026 года. Сценаристы просят продолжать поддерживать продолжающуюся забастовку актёров Голливуда.
Отсутствие постоянного производства фильмов и телепередач привело к тому, что некоторые студии были вынуждены закрыться или сократить персонал. Забастовка также поставила под угрозу долгосрочные контракты, заключённые в период бурного развития потокового вещания, когда продюсеры вкладывали большие суммы в талантливых работников. Крупные студии смогли расторгнуть контракты со сценаристами по истечении 90 дней в соответствии с форс-мажорными обстоятельствами, что позволило им сэкономить миллионы долларов. Кроме того, от забастовки пострадали многие другие сферы глобальной развлекательной экосистемы. В качестве примера приводятся VFX-индустрия и студии по производству реквизита.
Мэр Лос-Анджелеса Карен Басс и губернатор Калифорнии Гэвин Ньюсом предложили свою помощь в качестве посредника для прекращения забастовки.
В период с 20 по 24 сентября состоялась серия перспективных переговоров между WGA и четырьмя известными руководителями студий, которые завершились подписанием предварительного соглашения. После голосования руководство профсоюза проголосовало за прекращение забастовки 27 сентября.

## Проблемы забастовки
Одним из основных пунктов трудового спора являются остатки от потокового мультимедиа; WGA утверждает, что доля AMPTP в этих остатках значительно сократила средний доход сценаристов по сравнению с тем, что было десятью годами ранее. Сценаристы также хотели, чтобы искусственный интеллект, такой как ChatGPT, использовался только как инструмент, который может помочь в исследованиях или облегчить работу над идеями сценария, а не как инструмент, заменяющий их.
2 мая 2020 года последнее Минимальное базовое соглашение (MBA) стало коллективным договором, который охватывает большую часть работы сценаристов WGA. Минимальное базовое соглашение — это соглашение, устанавливающее минимальную заработную плату для сценаристов телевидения и кино. На телевидении Минимальное базовое соглашение распространялось только на тех, кто писал для эфирных телешоу, но не для потокового телевидения. Это очень наглядно видно при сравнении ток-шоу «Поздно вечером», выпускаемых для эфирного телевидения, таких как Позднее шоу со Стивеном Кольбером на канале «Си-би-эс», и «Проблема с Джоном Стюартом», выпускаемого для потокового вещания на Apple TV+. Сценаристы, работавшие в шоу «Проблема с Джоном Стюартом», не были охвачены программой MBA и поэтому должны были индивидуально договариваться с потоковой компанией о своей зарплате, в результате чего они получали меньше, чем сценаристы, писавшие для шоу «Поздно вечером», выполняя при этом тот же объём работы. Подобная картина наблюдалась и в других шоу этих двух категорий. Срок действия MBA истёк 1 мая 2023 года.
По оценкам WGA, её предложения принесут писателям около 429 млн долларов в год, в то время как предложение AMPTP — 86 млн долларов.
Одним из спорных вопросов является требование Гильдии включить в контракт условия об «обязательном штатном расписании» и «продолжительности работы», согласно которым все шоу должны быть укомплектованы минимальным количеством сценаристов на минимальное количество времени, «независимо от того, нужны они или нет» в соответствии с AMPTP.
Ещё одно важное предложение, которое отстаивает WGA, заключается в том, чтобы каждый участник сценарной группы получал свою пенсию и свои средства на медицинское обслуживание. AMPTP отклонила это предложение и не выдвинула встречного. В то же время между WGA и AMPTP было достигнуто предварительное соглашение о том, что 0,5 % от оговорённых минимумов для всех WGA будут перечисляться в пенсионные и медицинские фонды.

## Хронология забастовки и переговоров

### Апрель
18 апреля 2023 года 97,85% членов Гильдии сценаристов США (WGA) проголосовали за проведение забастовки, если к 1 мая им не удастся достичь удовлетворительного соглашения с Альянсом продюсеров кино и телевидения (AMPTP), представляющим крупнейшие кино- и телестудии Голливуда. MPTP вёл длительные переговоры с WGA от имени Amazon Studios (а также MGM Holdings), Apple Studios, Lionsgate, NBCUniversal, Netflix, Paramount Global, Sony Pictures, the Walt Disney Company и Warner Bros. Discovery (WBD), однако не смог достичь соглашения до установленного срока.

### Май
В результате, накануне 2 мая руководство Западной гильдии сценаристов Америки (WGAW) и Восточной гильдии сценаристов Америки (WGAE) единогласно одобрило проведение забастовки, которая стала первой подобной забастовкой со времён забастовки 2007-2008 годов за 15 лет до этого.
По данным The Hollywood Reporter, WGA установила ряд перспективных правил для сценаристов на время забастовки. Гильдия сценаристов заявила, что «сценаристы не вправе писать, пересматривать, подавать или обсуждать будущие проекты с компаниями, которые являются членами AMPTP».
Гильдия сценаристов также заявила, что художественные подкасты, выпускаемые компаниями, против которых бастует Гильдия и её члены, должны прекратить производство. Гильдия выразила надежду, что сценаристы анимационных сериалов, не входящих в Гильдию сценаристов, но входящих в Гильдию аниматоров, обратятся в Гильдию сценаристов за советом о том, не противоречит ли их работа как сценариста забастовочной деятельности, и если да, то прекратить такую работу на время забастовки. Гильдия отметила, что, хотя она не может наказать сценаристов, не входящих в Гильдию, которые пишут для компаний, против которых бастует профсоюз, она обещает запретить таким сценаристам вступать в Гильдию в будущем.
WGA проинструктировала участников профсоюза начать пикетирование 2 мая 2023 года в 13:00 по тихоокеанскому времени.  В число мест, где WGA проводила пикетирование, входят AMC Networks, Amazon/Culver Studios, MGM, Radford Studio Center, CBS Television City, Disney, 20th Century Studios, Lionsgate, Starz Inc., Netflix, Paramount, MTV, Sony, Universal, Warner Bros. (включая подразделение в Бербанке), 30 Rock/NBCUniversal, Broadway Stages, HBO, Silvercup Studios, Steiner Studios, Warner Bros. Discovery, и Warner Bros. Discovery Upfront.
Во время забастовки WGA рекомендовала сценаристам, испытывающим финансовые затруднения в связи с забастовкой, обращаться в Фонд поддержки развлекательного сообщества. Данный фонд помогает работникам индустрии развлечений, испытывающим финансовые трудности, найти доступное жильё и сохранить медицинское обслуживание и страховку для пожилых людей. 10 мая 2023 года стало известно, что сценаристы внесли в фонд 1,7 млн долларов. Среди известных спонсоров были шоураннеры и продюсеры Джей Джей Абрамс, Грег Берланти, Адам Маккей, Райан Мерфи, Шонда Раймс, Майкл Щур и Джон Уэллс.

### Июнь
7 и 8 июня пикеты на северо-востоке (в частности, в Нью-Йорке) были приостановлены из-за плохого качества воздуха, вызванного канадскими лесными пожарами (2023). Забастовочная активность возобновилась 9-го числа, когда качество воздуха улучшилось.
9 июня компания Lionsgate отстранила от работы линейного продюсера BMF Яна Вульфа после перепалки с бастующими сценаристами, устроившими пикет у производственного офиса. По свидетельству сценаристов Габриэля Алехандро Гарзы и Тома Смутса, Вульф пытался запугать Гарзу и Брайана Эгестона, пикетировавших на тротуаре рядом со входом в студию, разогнав свой автомобиль и остановившись чуть ли не вплотную к ним. Сначала Вульф утверждал, что не видел их, но позже признался, что пытался их припугнуть. По словам Смутса, впоследствии Вульф безуспешно пытался убедить членов профсоюза Teamsters Local 728 пересечь линию пикета, но они отказались. Компания Lionsgate распространила заявление, в котором было сказано: «Мы серьёзно относимся к актам запугивания и угрозам насилия и тщательно их расследуем… Продолжая расследование, мы отправили домой одного из участников». WGA также выпустила заявление, в котором говорилось: «Работникам нельзя угрожать физической расправой, когда они осуществляют своё право на публичные протесты и пикеты против несправедливой оплаты и условий труда».

### Июль
12 июля издание Deadline Hollywood сообщило, что AMPTP и крупнейшие голливудские студии не планируют возвращаться к переговорам с WGA не ранее конца октября 2023 года. Руководители студий, анонимно беседовавшие с Deadline, заявили, что к октябрю многие сценаристы окажутся в таком финансовом положении, что потеряют своё жильё, а это, по их мнению, позволит им иметь больше возможностей диктовать условия любого нового соглашения. Представители AMPTP дистанцировались от анонимных источников, заявив, что они по-прежнему настроены на скорейшее подписание соглашения.

### Август
1 августа WGA объявила, что в ближайшую пятницу встретится с AMPTP для обсуждения переговоров по поводу забастовки. Место встречи не разглашалось. Представитель AMPTP, говоря о забастовках WGA и SAG-AFTRA, заявил: «Мы по-прежнему стремимся найти путь к взаимовыгодным сделкам с обоими профсоюзами». Обе стороны встретились 4 августа 2023 года, но соглашения достигнуто не было.
10 августа 2023 года AMPTP и WGA договорились возобновить переговоры о заключении договора, первая встреча была назначена на 11 августа. После этой встречи Гильдия сценаристов разослала своим 11 500 участникам записку, в которой говорилось о готовности AMPTP пойти на уступки в некоторых вопросах, включая поиск способов защиты сценаристов от технологий искусственного интеллекта. Однако в записке говорится, что AMPTP заявила, что студии «не желают идти на уступки» по другим предложениям Гильдии сценаристов, в том числе по остаточным выплатам от стриминговых сервисов на основе их успеха. В записке говорилось, что лидеры гильдии не вернутся к переговорам до тех пор, пока студии не будут готовы принять все предложения. Однако вечером WGA разослала участникам сообщение о том, что они получили встречное предложение и изучают его.
21 августа 2023 года пикеты в Лос-Анджелесе были отменены из-за урагана «Хилари». Профсоюз, тем временем, сохранял относительное молчание и после пятничного сообщения: «Все пытаются сделать шаг вперёд и принять решение», — заявил один из руководителей THR. «На этой неделе позитива больше, чем на прошлой». 22 августа 2023 года AMPTP представил предложение, предлагающее правила для привлечения искусственного интеллекта, но по состоянию на 25 августа 2023 года переговоры между студиями и сценаристами зашли в тупик. 30 августа казначей штата Калифорния Фиона Ма направила письма в Netflix, The Walt Disney Company, Comcast, Warner Bros. Discovery, Apple Inc., Paramount Global и Amazon с требованием вернуться к переговорам и урегулировать забастовки. Она заявила, что последствия забастовок «парализуют Голливуд и отражаются на всем штате, затрагивая бесчисленные предприятия, тысячи получателей пенсионных выплат и миллионы калифорнийцев».

### Сентябрь
6 сентября Warner Bros. приостановила сделки с Минди Калинг, Джей Джей Абрамсом, Грегом Берланти и Биллом Лоуренсом. Накануне компания объявила, что забастовки повлияют на её доходы в 2023 году более чем на 500 млн долларов.
8 сентября WGA выпустила заявление, в котором утверждалось, что есть компании-участники, которые проявили «желание и готовность к переговорам о заключении соглашения, адекватно решающего проблемы писателей… [и которые] заявили, что готовы вести переговоры по предложениям, которые AMPTP представила общественности как нежелательные» и что они попросили их выйти из AMPTP, чтобы вести независимые переговоры с WGA. Несколько часов спустя AMPTP выпустила заявление, опровергающее это утверждение: «Компании-участники AMPTP объединились и ведут совместные переговоры, чтобы достичь решения. Любые предположения об обратном являются ложными»
11 сентября «The Drew Barrymore Show» возобновило показ эпизодов без сценаристов, что было подвергнуто пикетированию со стороны членов Гильдии. Двух зрителей не пустили в зал за то, что они носили значки WGA. На следующий день Бэрримор была снята с роли ведущей 74-й церемонии вручения Национальной книжной премии. 17 сентября Бэрримор изменила своё решение и объявила, что шоу останется в режиме перерыва, на время забастовки.
12 сентября в интервью изданию TheWrap, один из руководителей студии заявил, что «шоураннеры в ярости [...], они злятся на гильдии и считают, что те не отвечают на предложение студий. Теперь даже самые высокооплачиваемые члены гильдии выражают беспокойство по поводу невозможности прекратить забастовку». Кроме того, хотя 15 сентября планировалось провести встречу между WGA и ведущими шоураннерами, в этот день она была отменена из-за планов предстоящей встречи между WGA и AMPTP на следующей неделе.
13 сентября американский комик и политический комментатор Билл Мар объявил в Твиттере, что возобновит выпуск своего шоу «Real Time with Bill Maher». Однако 18 сентября Мар изменил своё решение, заявив: «Моё решение вернуться на работу было принято, когда казалось, что ничего не происходит и забастовке не видно конца. Теперь, когда обе стороны согласились вернуться за стол переговоров, я пока отложу возвращение „Реального времени“ и буду надеяться, что им удастся наконец решить эту проблему». Ранее в сентябре он предложил губернатору Калифорнии Гэвину Ньюсому помочь прекратить забастовку.
14 сентября AMPTP сообщила, что WGA встречалась с ними накануне и договорилась о возобновлении переговоров на следующей неделе. Через несколько минут после этого сообщения WGA подтвердила это. Через четыре дня было объявлено, что профсоюз и студии возобновят переговоры 20 сентября с генеральными директорами студий Робертом Айгером (Disney), Дэвидом Заславом (Warner Bros. Discovery), Тедом Сарандосом (Netflix) и Донной Лэнгли (Universal Pictures). За этой встречей последовали ещё встречи 21, 22 и 23 сентября. Наконец, 24 сентября сценаристы и студии достигли предварительного соглашения, а 26 сентября, после голосования, руководство профсоюза объявило, что забастовка закончится 27 сентября в 12:01 по тихоокеанскому времени.

### Завершение забастовки и итоги
27 сентября забастовка официально завершилась. Были достигнуты договорённости о правилах и ограничениях использования искусственного интеллекта при написании сценариев. Теперь искусственный интеллект не имеет права писать или переделывать рукописи, а если такой инструмент и создаст сценарий, то такой труд не будет считаться исходником. Также по текущей сделке минимальная заработная плата сценаристов повышается на 5%. Ещё 4% повышения творческие работники будет в мае 2024-го и ещё 2,5% в мае 2025 года.

## Переговорный комитет WGA
В ноябре 2022 года WGA объявила состав своего комитета по переговорам, главным переговорщиком которого стал Дэвид Ян. В феврале 2023 года Эллен Статцман заняла пост главного переговорщика WGA.
- Джон Огаст
- Ангелина Бернетт
- Кэй Кэннон
- Ялин Чанг
- Робб Чавис
- Адам Коновер
- Трэвис Доннелли
- Эшли Гейбл
- Дэвид А. Гудман (сопредседатель)
- Хэлли Хаглунд
- Эрик Хейвуд
- Эрик Хайссерер
- Грег Ивински
- Крис Кайзер (сопредседатель)
- Лувх Рахе
- Эрика Салех
- Даниэль Санчес-Витцель
- Джеймс Шамус
- Том Шульман
- Михаил Щур
- Дэвид Шор
- Дэвид Саймон
- Патрик Верроне
- Николь Йоркин

## Затронутые производства
Забастовка затронула многие фильмы, телепрограммы и подкасты: некоторые из них были вынуждены продолжать производство без сценаристов, а другие были полностью остановлены. Те проекты, которые не пострадали от забастовки, были либо уже написаны до 2 мая, либо в значительной степени не имеют сценария, либо опираются на сотрудников, не являющихся членами профсоюза.
Тем не менее, другие проекты с готовыми сценариями были отложены или отменены из-за того, что профсоюз использовал пикетирование для срыва процесса съёмок.

## Попытки срыва забастовки
Во время забастовки несколько знаменитостей заявили о своём желании прекратить забастовку, возобновив съёмки или рекламную деятельность на фоне продолжающихся переговоров. Однако все они в конечном итоге изменили своё решение после реакции общественности:
- В июле 2023 года канадский актёр Стивен Амелл заявил, что не поддерживает забастовку на съезде фанатов, назвав её «редуктивной переговорной тактикой», а также «близорукой»[88][89]. Позже Амелл извинился за свои слова в посте в сети Instagram[90] и пришёл на акцию протеста в Нью-Йорке[91]. Позднее, в том же месяце, он косвенно прорекламировал своё шоу «Хилы» в Instagram.
- 10 сентября 2023 года «Шоу Дрю Бэрримор[англ.]» объявило о возобновлении съёмок[92]. Восточная гильдия сценаристов Америки (WGAE) осудила это действие как нарушение правил забастовки WGA[93]. Несколько дней спустя, Дрю Бэрримор опубликовала в Instagram видеоролик с извинениями: «Я приношу глубокие извинения сценаристам. Я приношу глубокие извинения профсоюзам». Соавтор сценария «Шоу Дрю Бэрримор» Челси Уайт, одна из тех, кто пикетировал сериал 12 сентября, заявила, что когда любое производство, подпадающее под действие WGA, возвращается «во время забастовки, это подрывает все наши усилия по заключению справедливого контракта с AMPTP»[94] 17 сентября Бэрримор заявила, что прекращает производство сериала[63].
- 13 сентября 2023 года Билл Мар объявил о возобновлении съёмок программы «Реальное время с Биллом Маром[англ.]». В своём заявлении WGA осудила эту акцию, заявив: «Решение Билла Мара вернуться в эфир, пока его Гильдия бастует, вызывает разочарование. Если он продолжит реализацию своего плана, ему необходимо соблюдать не только „дух забастовки“. Как член WGA Билл Мар обязан следовать правилам забастовки и не оказывать никаких писательских услуг. Трудно представить, как „Реальное время с Биллом Маром“ может продолжаться без нарушения правил забастовки WGA. WGA будет пикетировать это шоу»[95][96]. Ранее Мар называл требования WGA «безумными»[97]. 18 сентября Мар заявил, что «пока отложит возвращение „Реального времени“»[68].

## Реакция

### Актёры во время забастовки
Президент SAG-AFTRA Фрэн Дрешер и исполнительный вице-президент Бен Уайтхейр в мае провели пикет вместе с WGA. Значительное число других актёров также присоединились к пикетам или иным образом выразили поддержку забастовке WGA.
Дрю Бэрримор отказалась от участия в качестве ведущей церемонии вручения премии MTV Movie & TV Awards 2023 года в поддержку забастовки WGA, а Дженнифер Кулидж, Джозеф Куинн и Педро Паскаль выразили поддержку забастовке в своих заранее записанных речах во время церемонии. За несколько дней до начала забастовки Сет Мейерс выступил в поддержку забастовки в программе «Corrections» на шоу «Поздний вечер с Сетом Майерсом». Ведущая программы «Jeopardy!» Маим Бялик также покинула шоу в последнюю неделю съёмок, хотя производство продолжалось с Кеном Дженнингсом в качестве ведущего. Забастовка также обсуждалась на пресс-конференциях Каннского кинофестиваля, где актёры Шон Пенн, Итан Хоук, Пол Дано и Кэтлин Кеннеди выразили свою поддержку. Рэпер Snoop Dogg выступил в поддержку забастовки на дискуссии в Институте Милкена, проведя параллели с конфликтами по поводу выплат между исполнителями музыки и музыкальными стриминговыми платформами.

### Избранные должностные лица
Несколько избранных должностных лиц поддержали забастовку и вышли на линии пикетирования:
- Константин Энтони, мэр Бербанка (Калифорния)[105];
- Лаура Фридман, член 44-го округа Ассамблеи[англ.] штата Калифорния[105];
- Адам Шифф, представитель 30-го избирательного округа[англ.] Калифорнии[105].
- Джо Байден, президент США, выступил с заявлением, в котором приветствовал историческую сделку.

Также, мэр Лос-Анджелеса Карен Басс и губернатор Калифорнии Гэвин Ньюсом предложили свою помощь в качестве посредника для прекращения забастовки.

### Другие профсоюзы
В заявлении, сделанном 18 апреля 2023 года, президент Гильдии режиссёров Америки (DGA) Лесли Линка Глаттер сообщила участникам Гильдии, что профсоюз ничего не может сделать, чтобы заставить участников вернуться на работу, если произойдёт забастовка WGA. Однако она также отметила, что если участники DGA не будут выполнять свои «услуги, предусмотренные DGA», то они могут быть уволены со своих текущих должностей.
В преддверии забастовки Международное братство Teamsters Local 399 выпустило обращение к членам профсоюза, в котором проинструктировало бригадиров не бастовать, но сообщило им, что они защищены контрактом с бригадой, если откажутся пересекать линии пикетов. На митинге WGA 3 мая 2023 года Линдси Догерти, лидер профсоюза Teamsters Local 399, заявила, что, хотя Teamsters не могут бастовать в знак солидарности из-за контракта, действующего до 2024 года, она подтвердила, что профсоюз Local 399 не будет пересекать линии пикетов: «Все грузовики, о которых мы знаем, не пересекали их».
2 мая 2023 года Гильдия аниматоров, IATSE Local 839, выступила с заявлением о поддержке Гильдии сценаристов и их забастовки. Вместе с этим заявлением был выпущен документ с вопросами и ответами, призванный помочь участникам Гильдии аниматоров понять, как забастовка сценаристов влияет на их способность поддерживать солидарность с участниками Гильдии сценаристов.
В преддверии забастовки президент Международного альянса работников театральных сцен Мэтью Лоэб проинформировал своих членов об их правах на соблюдение линии пикетирования и о том, что во многих местах их контракты «прямо» разрешают работникам соблюдать законные линии пикетирования.
30 апреля SAG-AFTRA уведомил своих участников о том, что им следует продолжать работу над действующими проектами, чтобы избежать претензий по нарушению контракта, и призвал их проявить солидарность, выходя на линии пикетирования в нерабочее время и публикуя сообщения в социальных сетях. Профсоюз также рекомендовал сценаристам: «Вы не должны писать ничего, что обычно пишут бастующие сценаристы WGA».

#### Иностранные профсоюзы
Гильдия сценаристов Великобритании (WGGB), расположенная в Великобритании, объявила о своей поддержке забастовки и проинструктировала своих членов воздержаться от работы над американскими проектами на время забастовки. Его примеру последовали Гильдия писателей Австралии, Гильдия писателей Канады, Гильдия сценаристов Израиля, Гильдия писателей Ирландии и Гильдия писателей Швеции С заявлениями солидарности в поддержку забастовки выступили Гильдия сценаристов Италии и Гильдия сценаристов Франции, хотя Гильдия не стала отговаривать своих членов от работы в американских проектах во время забастовки.

### Руководители кино и телевидения
3 мая 2023 года, на второй день забастовки, компания The Walt Disney Company (через своё подразделение ABC Signature Studios) направила шоураннерам и всем другим сценаристам-продюсерам, работающим в компании, письмо, написанное помощником главного юрисконсульта студии Бобом Макфейлом от имени руководства Disney, в котором говорилось, что они должны вернуться на работу и выполнять свои обязанности, не связанные со сценаристами. Продюсеры должны выполнять так называемые услуги от «а» до «я», такие как сокращение времени, внесение небольших изменений в диалог или повествование, а также «изменения в технических или сценических указаниях».
4 мая 2023 года, выступая с отчётом о прибылях и убытках компании Paramount за первый квартал, генеральный директор Боб Бакиш затронул тему забастовки, заявив, что сценаристы являются «важной частью создания контента» и что он надеется на то, что «решение, которое устроит всех, будет найдено довольно быстро». Бакиш также заявил, что компания планировала длительную забастовку, и сообщил, что стратегия компании по преодолению забастовки сценаристов заключается в использовании большой потоковой библиотеки Paramount+, предстоящей летней линейки фильмов, которая будет перенесена на потоковый сервис, а также производства, которое будет завершено за рубежом.
11 июля 2023 года издание Deadline Hollywood сообщило, что Альянс продюсеров кино и телевидения стремится использовать подход «разделяй и властвуй» в отношениях между различными голливудскими профсоюзами, включая WGA. В статье говорилось, что AMPTP не будет вести переговоры с WGA не раньше октября, и приводились слова одного из руководителей студии: «Конечная цель — позволить ситуации затянуться до тех пор, пока члены профсоюза не начнут терять свои квартиры и дома». Статья и цитата вызвали резонанс как в голливудских изданиях, таких как Entertainment Tonight, так и в неголливудских, таких как Vanity Fair и New York Daily News. Когда президента AMPTP Кэрол Ломбардини спросили о требованиях гильдии к штатному минимуму и гарантированным срокам найма, она ответила, что «сценаристам повезло, что у них есть срочная работа».
Генеральный директор AMC Theatres Адам Арон заявил по поводу забастовки WGA, что только длительная забастовка, длящаяся много месяцев, повлияет на сеть кинотеатров, и что большинство фильмов, которые выйдут в 2023 и 2024 годах, уже написаны и даже сняты.
Генеральный директор и президент Warner Bros. Discovery Дэвид Заслав заявил, что WBD и другие голливудские студии «не рады» тому, что забастовка WGA состоялась, и что компания работает над урегулированием забастовки и выплатой справедливой компенсации сценаристам.

## Комментарии
1. ↑  Менее масштабные, но заметные забастовки прошли в других кино- и телецентрах, таких как Чикаго и Атланта, а также в городах, близких к основным производственным центрам, например в Санта-Кларите, штат Калифорния.